# ニーオルスン基地
ニーオルスン基地 (英: Ny-Ålesund NIPR Observatory) は、ノルウェー領スヴァールバル諸島スピッツベルゲン島ニーオーレスンに設置された国立極地研究所の北極観測拠点。1991年に、北極圏における日本初の恒久的観測基地として開設された。施設の老朽化により、2019年4月に新拠点に移転して運営されている。

## 概要
ニーオルスン基地では、主に以下の研究観測が実施されている。
雲、エアロゾル観測
- 雲の構造と放射特性
- ブラックカーボン測定

温室効果ガスモニタリング
- CO2、メタンの連続測定
- O2/N2比の連続測定

陸域生態系変動研究
- 温暖化が陸上炭素循環に与える影響評価および将来予測
- 植物病原菌の地理分布・分類・生理生態研究

その他、気象観測、超高層大気観測等を実施
2000年12月4日には、磁気圏のカスプ領域観測のため、宇宙航空研究開発機構 (JAXA) の観測ロケットSS-520の2号機が打ち上げられた。スヴァールバル諸島周辺は、カスプ領域の真下に位置しており、太陽風のプラズマが上層大気に直接流入することで発生するカスプオーロラや、電離圏からの大気流出現象を直接総合観測できるという優位性から、観測ロケットの打ち上げが行われている。

## 歴史
1989年10月、ノルウェー極地研究所所長のログネ (Odd Rogne) から、ノルウェー極地研究所が構想していたニーオルスン国際共同観測センターに日本の観測基地を設置することを提案された渡邉興亞は、帰国後に国立極地研究所の所長は星合孝男、研究主幹平澤威男に諮り、開設計画を立案することとなった。渡邉は極域での研究活動を行ってきた名古屋大学空電研究所所長の小口高、名古屋大学教授の岩坂泰信と協議して詳細を詰めた。翌1990年3月から、観測施設の賃借や観測計画についてノルウェー極地研究所と協議を行い、1991年1月に最終案の合意に達し、北極基地の開設に至った。
2017年、施設の老朽化により、ノルウェー政府協力の下で新たな施設を拠点として整備することに決定した。新拠点となるキングスベイ・ヴェクストゥス (Kings Bay Veksthus) は2019年3月に竣工、同年4月より拠点として運用を始めた。管理はキングスベイ社が行い、共用施設として各国の研究者も利用する。延べ床面積493 平方メートル (m2) 、構造は屋上デッキ付きの木造2階建てで、観測室、実験室、ミーティング・リビングルーム、倉庫、ゲストルーム10室などが備えられており、このうち日本は、洗面台、トイレ、シャワー付の居室6室、観測室、ドライラボ、機材室、倉庫、共有のミーティング・リビングルーム、ランドリールーム、トイレ、観測デッキ、有料実験室等を借り受けて使用している。

## 日本からのルート
日本からは、通常の商業航空便でノルウェーのオスロやトロムソを経由して、スピッツベルゲン島の中心都市ロングイェールビーンに入り、ロングイェールビーンからニーオールセンの航空機は国立極地研究所国際北極環境研究センターを通じてチャーター便を予約する。ロングイェールビーン - ニーオールセン間の通常フライトは、夏期は週2〜4便、冬期は週1〜2便運航されている。